# 윌리스 오거스터스 리

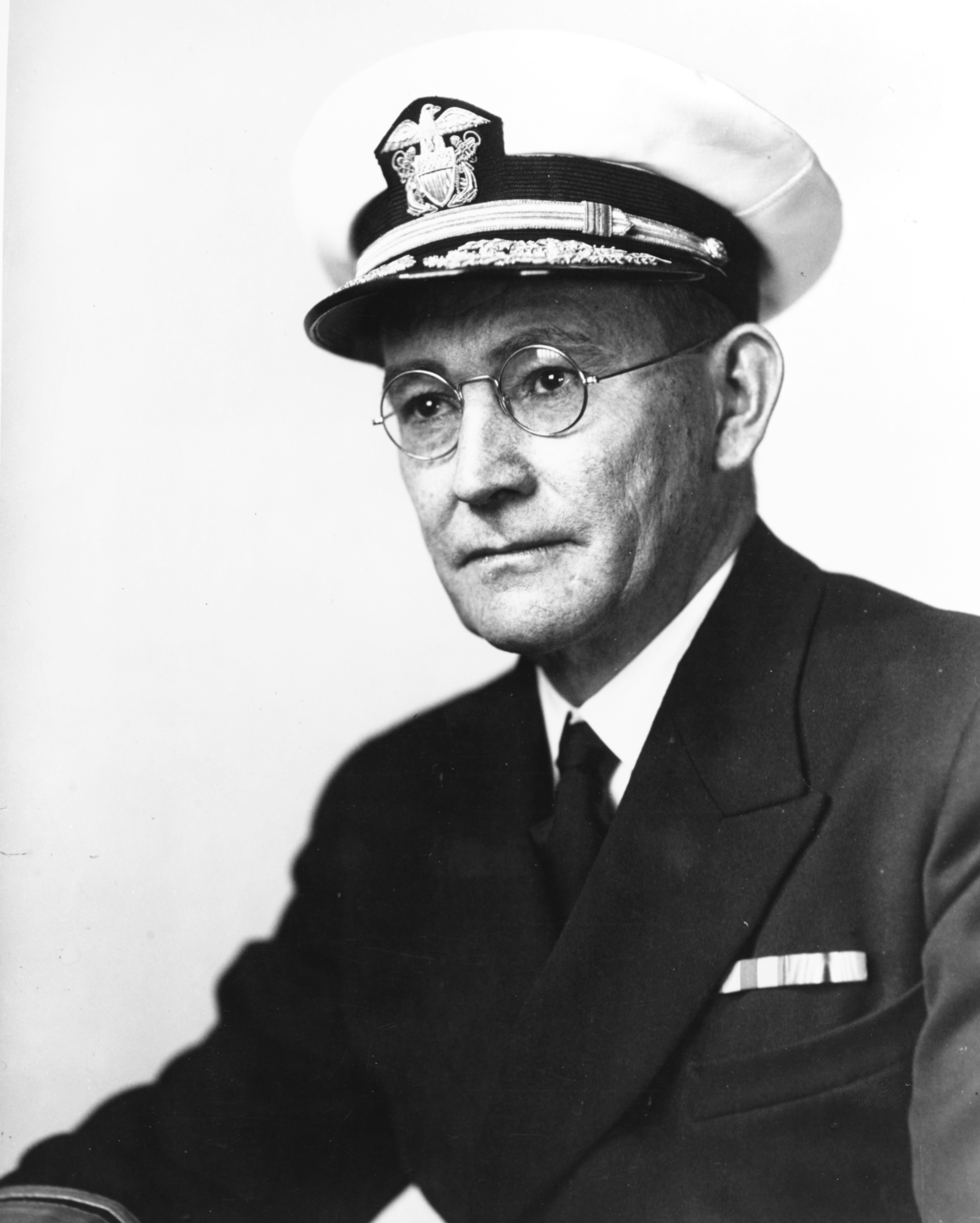
1942년 경 모습

윌리스 오거스터스 리(Willis Augustus Lee, 본명: 윌리스 오거스터스 "칭" 리 주니어, Willis Augustus "Ching" Lee Jr., 1888년 5월 11일 ~ 1945년 8월 25일)는 제2차 세계 대전 당시 미국 해군의 중장이었다. 리는 과달카날 해전(1942년 11월 14~15일)의 두 번째 밤에 미국 함대를 지휘하고 섬으로 향하는 일본 침략군을 되돌렸다. 승리로 인해 과달카날에서 군대를 강화하려는 일본의 시도가 종식되었고, 이로써 과달카날 전역과 태평양 전쟁 모두에 전환점이 되었다.
리는 또한 숙련된 스포츠 사격 선수였으며 1920년 올림픽 사격 경기에서 5개의 금메달을 포함하여 7개의 메달을 획득했다. 이는 팀 동료인 로이드 스푸너(Lloyd Spooner)와 공동으로 단일 올림픽 게임에서 역대 최다 획득 기록이다. 그들의 기록은 60년 동안 지속됐다. 그는 1920년 올림픽에서 가장 성공적인 운동선수였다.

## 같이 보기
- 올림픽 다관왕 목록